# Одежда поморов

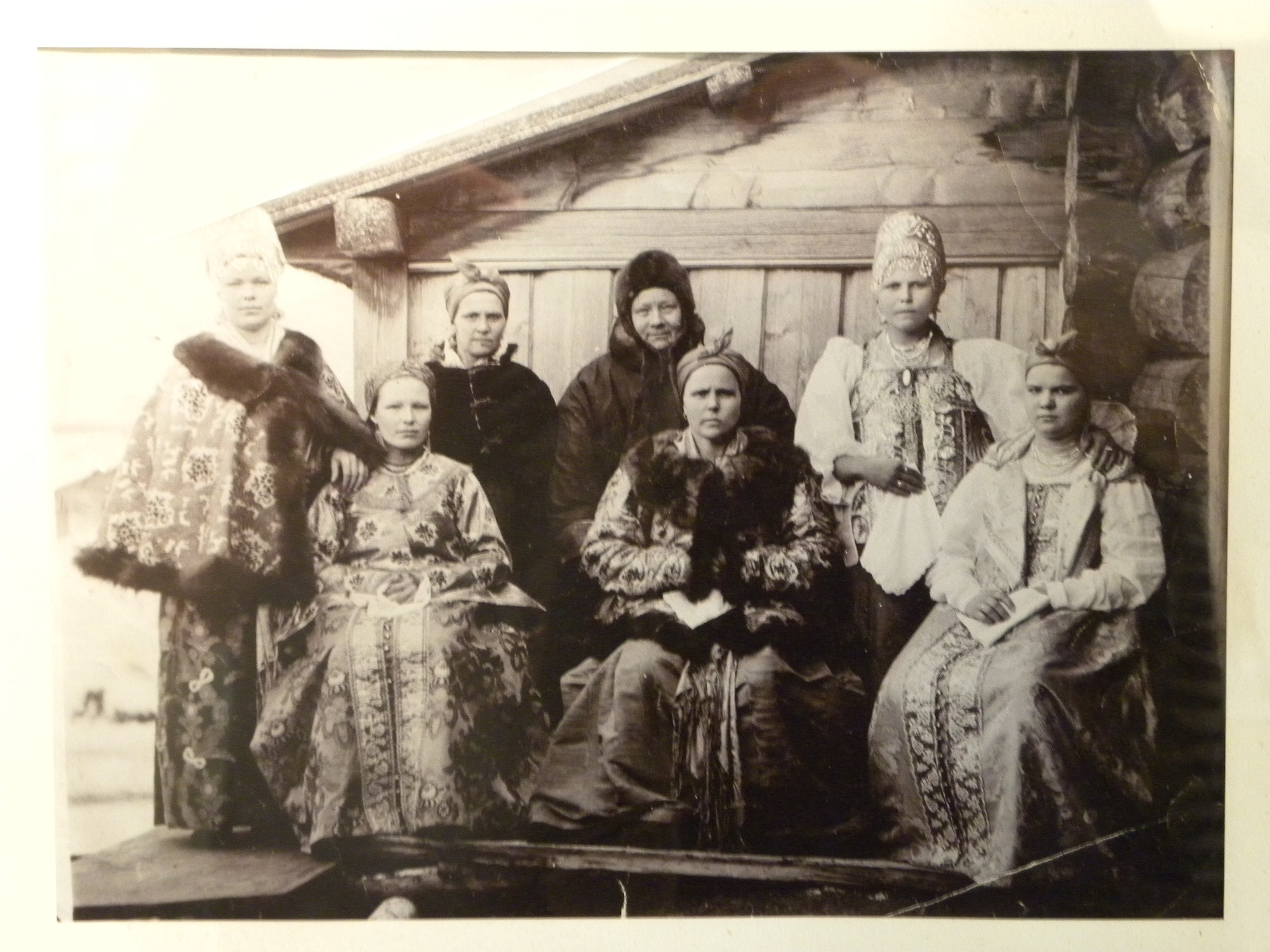
Поморские женщины и девушки в народных костюмах

Одежда помо́ров — традиционный костюм поморов — этнографической группы в составе русского народа, подчёркивающий их основные занятия, такие как рыболовство, охота и торговля, и указывающий на тесную связь с культурой карелов, саамов, а также ненцев и норвежцев. Этот костюм носился вплоть до середины XX века, а отдельные его элементы используются до сих пор.

## Общие характеристики
Поморский костюм относится к севернорусскому типу женского русского костюма, для которого характерен сарафан, надеваемый поверх рубахи. Данный комплекс использовался в качестве как и повседневной, так и праздничной одежды. Однако основные элементы промысловой одежды поморы позаимствовали у соседнего нерусского населения.

### Ткани
В конце XIX-начале XX веков большинство поморов использовали для изготовления одежды покупные ткани фабричного производства, приобретавшиеся в лавках, на рынках и у приезжих купцов в Архангельске, Романове-на-Мурмане (ныне Мурманск) и даже за границей. Домотканина была больше всего распространена на Онежском и Летнем, а также местами на Поморском и Зимнем берегах, из неё изготавливали рабочую и некоторые виды будничной одежды. Повсеместно практиковалось выделывание кожи домашних и морских животных, которая шла на одежду, обувь и некоторые бытовые предметы. Орнаментирование тканей вышивкой было развито в большей степени на Поморском, Онежском и Летнем берегах.

### Золотное шитьё
Исторически шитьё золотом было широко распространено в Поморье. Центром золотого шитья в Поморье был Сумский Посад, наиболее ранее упоминание об этом промысле относится к XVII, когда Соловецкий монастырь обменивал продукцию сумскопосадских золотошвеек иностранным купцам в обмен на хлеб и заморские товары. В конце XIX-начале XX веков во многих поселениях Поморского, Карельского, Кандалакшского и Терского берегов, и в Сумском Посаде в том числе, было распространено вышивание на заказ кружков — верхних частей повойников, а также поясов и девичьих повязок. В качестве материалов использовались пряденое серебро, бить, блёстки, канитель и мишура, приобретавшиеся в Архангельске.

### Вязание
Стилистически поморское вязание схоже с вязанием норвежцев, саамов и карел. Вязаные изделия преимущественно изготовлялись для домашнего потребления, лишь избытки шли на продажу. До революции поморское вязание очень хорошо оценивалось, и поморские вязаные изделия неоднократно получали награды на губернских и международных выставках, и находили сбыт не только на внутреннем, но и на внешнем рынке.
В конце XIX-начале XX веков в Поморье использовалось три способа вязания: одной иглой, на спицах-прутка́х и вязальным крючком. Вязали носки, чулки, рукавицы, свитера, платки, пояса и шарфы.
Вязание одной иглой, один из самых древних способов вязания, к началу XX века в Поморье было распространено прежде всего на Летнем, Онежском и Поморском берегах, также его использовали карелы с Поморского, Карельского и Кандалакшского берегов и саамы Кандалакшского берега, в остальных местах одной иглой вязали редко. Иглы для вязания делались из кости, дерева и металла, использовалась неокрашенная шерсть домашнего изготовления. Готовое изделие вымачивали в горячей воде, после чего оно становилось более плотным. К настоящему времени вязание одной иглой забыто, женщины преклонного возраста, во времена своей молодости или детства заставшие за вязанием одной иглой своих матерей и старших сестёр не могут с точностью вспомнить, как начать вязание.
Вязание на спицах повсеместно распространено даже сейчас, используется пять спиц. Поморки широко используют традиционные мотивы в своих работах. В качестве материала для вязания применяется шерсть домашнего изготовления ограниченного набора цветов: неокрашенная белая, серая, чёрная и коричневая, а также окрашенная в красный цвет, другие цвета встречаются редко. Как правило, вяжут в две, реже в три нити, то есть используют нити двух и трёх цветов соответственно. Встречаются сочетания светло-серого и тёмно-серого цветов.
Самые популярные узоры — это варианты различных разветвлённых ромбов: «крюки», «рачки», ромба, разделённого крестами или лучами, а также восьмилепестковые розетки, построенные из ромбов — «звёзды», «ко́мпасы» и «ку́мпасы». Также в качестве узоров используются квадратики, треугольники, прямые, зигзагообразные и кривые линии. Например, узор «месяцы» представляет собой восьмилепестковую розетку, образованную вокруг в шашку белых и коричневых квадратов 5х5 с ромбами внутри. 
До середины XX века встречались мотивы геометризованной антропоморфной фигуры, состоящие из ромбов разных размеров с замысловатыми ответвлениями. В наше время сохраняется узор-рюмка в виде стакана или процветшего. В числе других узоров используются «косоножки», «косорядки» (зигзаг из нитей двух цветов), «рядочки», «столбики», «ёлочки», «клинчики», «стульчики», «ячея́», «очки» — клетки, «рябушки» и другие. На рукавицах (а раньше — и на свитерах) для орнаментации используются крупный или мелкий раппортный узор, а на чулках — орнаментальная полоса с крупным узором в верхней части. Узорное вязание больше всего было развито на Летнем, Онежском, Терском берегах, в других районах меньше.
Ряд вещей, вроде носок и шарфов вязали наго́льными, то есть без узоров.

### Кружево
Изготовление кружева распространилось у поморов в конце XIX века. Кружева вязали крючком белыми хлопчатобумажными нитями — бумагой. Кружевом отделывали концы полотенец, подвесы и подзоры к простыням и рубашкам, наволочки, скатерти, занавески, покрывала, салфетки и разные мелкие предметы. По большей части в орнаментах кружев используются геометрические узоры из сочетаний ромбов из ромбов, квадратов, ячеек, розеток и других элементов. Заметны заимствования из вышивки с животными, растительными мотивами, изображениями птиц, а также бытовых сценок (для вышивки крестом). В настоящее время плетение и вязание кружева распространено не везде.

## Мужской костюм

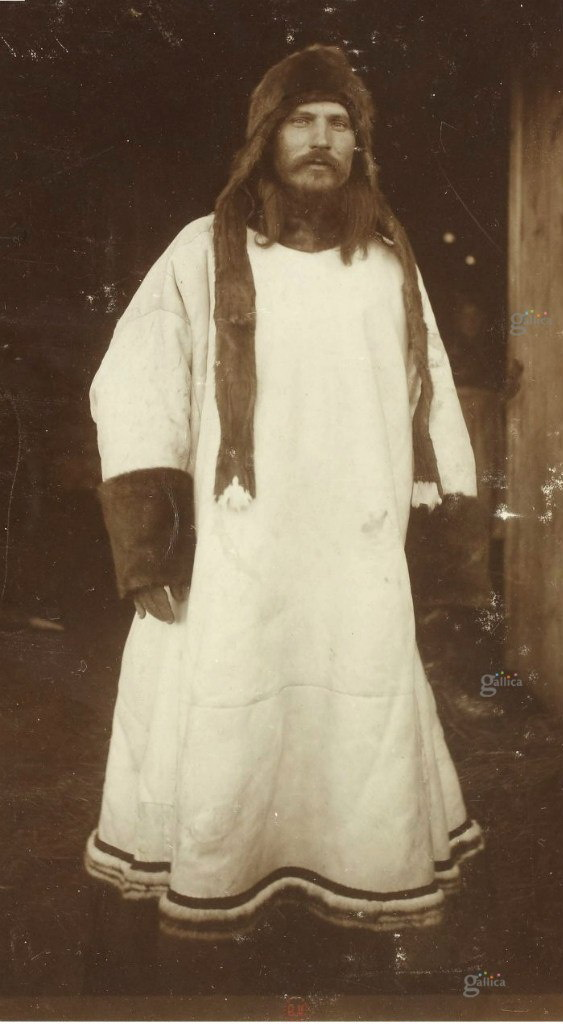
Помор в малице и шапке-чебаке, фотография Николая Шабунина из альбома «Путешествие на Север», 1906 год

По большей части мужской костюм не отличается от костюма, носившегося остальными русскими — туникообразной рубахи-косоворотки, носившейся навыпуск и подпоясывавшейся тканым или кожаным поясом и штанов-портов — верхних и нижних. Однако в нём присутствует ряд деталей, позволяющий выделить его из основной массы региональных вариантов русского мужского костюма.
Поморские косоворотки изготовлялись из пестряди — ткани с фактурой в клетку, что разительно отличает их от рубах остальных русских, бывших, как правило, однотонными и значительно реже изготовлявшимися из пестряди. Ткань для пестряди могла быть как и домашнего изготовления, так и покупной — использовались полотно, сатин, бумазея и так далее. Длина поморской рубахи в начале XX века составляла около 70-80 см. Рубахи выкраивали из прямой полосы ткани без швов на плечах, с прямыми или скошенными вставками по бокам, под мышкой присутствовала вставка-ластовица, не дававшая рубахе задираться. Рубахи шили на подоплёке — полотняном подкладе в верхней части. Ворот рубахи был стоячий и невысокий. Вокруг шеи в некоторых местах повязывался шейный платок — окуток или шарф-сетку. Праздничные рубахи украшали вышивкой крестом на груди и на манжетах.
Поверх рубахи надевали жилет, а также пиджак или короткую суконную куртку. С середины XIX в. мужской одеждой также была сибирка – длинный двубортный сюртюк отрезной по талии, с небольшим отложным воротничком и отворотами.
Подштанники шились из полотна, у молодых они застёгивались на пуговицы, а у стариков подвязывались на га́сник (га́шник в литературном русском и большинстве других диалектов) — плетёный шнур, вдеваемый в опушку. Верхние штаны имели неширокий шаг, шились из серого, клетчатого или полосатого сукна, так и домотканого, так и покупного.
Отправляясь на промысел, мужчины-поморы нередко одевали поверх рубахи вязаный свитер, в разных местах известный под разным названием: так, на Кандалакшском берегу он имел название «бузуру́нка» (от нидерл. boezeroen — «блуза») на Поморском берегу — норвежская рубашка, на Онежском — верховица, а у мурманских поморов бузурунка была известна как поморка; но часто свитер называли рубашкой или рубахой тёплой. Свитер вязался из ниток двух, реже трёх цветов, а также вязался в резинку (две лицевые петли и одна изнаночная с накидом). Свитер вязался вкруговую, цельным, сшиваясь лишь на плечах и вверху рукава до середины проймы, и из-за трудоёмкости процесса их вязали только мужчины, передавая процесс по наследству. «Мужики пре́жэ са́ми бузурунки веза́ли» — цитирует данную фразу-воспоминание журналист и активист поморского движения Иван Мосеев в своём словаре поморьской говори. Нижний край, подол свитеров, доходивший до середины бедра, вывязывался в рубичок: небольшой рубец, образованный из нескольких поперечных полосок, каждая состоит из двух рядов: первый — лицевые петли, второй — вяжут двумя нитями изнаночными петлями, привязывая одну петлю (при этом нерабочая нить проходит перед работой), затем вторую петлю, и нерабочей становится первая; таким образом нити перекручиваются всё время в одном направлении и получается плотный малорастяжимый рубец. Также бока свитера расширяются к линии проймы, образуя нечто вроде ластовицы, имеющей назначение, как и у рубахи. Свитер мог как и заправляться штаны (именно так его носили норвежцы), так и носиться навыпуск, из-за чего из-под подола торчала рубаха. Вырез свитера был круглым, воротник отсутствовал, но иногда спереди мог присутствовать неглубокий вырез, застёгивавшийся на пуговицы и крючки и обшивавшийся тканью. Свитера были однотонными или могли украшаться узорами, схожими с использовавшимися на других вязаных изделиях. Как правило, использовались нити коричневого, серого и чёрного цветов, но встречаются экземпляры с белыми нитями. Так, свитер-бузурунка из Уны на Летнем береге (на данный момент находится в экспозиции Национального музея в Финляндии в Хельсинки) связана из белой и красной нитей; а свитер из Яреньги 1935 года (экспонат Соловецкого музея-заповедника) связан с коричневым узором-кумпасом на белом фоне. Свитер-поморка из Шуерецкого (хранится в Российском этнографическом музее в Петербурге) связан из нитей синего цвета. Традиционные свитера носили до 1970-х-1980-х годов, тогда же была утрачена традиция их изготовления, а многие из них переделывали в носки и рукавицы, из-за чего в различных музейных коллекциях сохранилось довольно небольшое их количество. В наше время усилиями некоторых энтузиастов традиция вязания свитеров возрождается.
Летом поморы носили на голове картузы, типахи — суконные или сделанные из шерсти нерпы шапки, а позднее — кепки. Зимой носили различные шерстяные шапки. Шапка-треух состояла из трёх козырьков, закрывавших соответственно затылок и бока головы и отдалённо напоминала ушанку. Впоследствии, как и по всей России, ушанки проникли и в гардероб поморов. Ушанки шились из овчины, пыжика или собачьего меха. Пыжиковые шапки поморы покупали в Архангельске, а также приобретали у норвежцев, саамов коми и ненцев. Именно у ненцев была позаимствована шапка-чеба́к (чиба́к) с круглым верхом и длинными козырьками-наушниками, изготовлявшаяся из оленей шерсти. В 2010 году во время празднования 20-летия побратимства Архангельской области и норвежской фюльке Финнмарк один из экземпляров подобной шапки был подарен экс-министру иностранных дел Норвегии Торвальду Столтенбергу, отцу генсека НАТО Йенса Столтенберга. На Терском берегу для работы в лесу носили вязаные шапки округлой формы. Помимо Поморья, вязаные мужские шапки были распространены только в некоторых деревнях Вологодской губернии.
В конце XIX-начале XX веков на мужскую одежду поморов сильно влияет городская общеевропейская одежда. Ворот на некоторых рубахах смещается в центр. Юноши и молодые мужчины начинают заправлять рубахи в брюки, поддерживавшиеся подтяжками или ремнём. Старики же носили рубахи только навыпуск. По праздникам мужчины-поморы, в особенности молодёжь, начинает одеваться по городскому: в обиход входит костюм-тройка из тёмного сукна, состоящий из пиджака, штанов, жилета и рубашки (до 1917 года с жёстким съёмным воротником стоячей или отложной формы, а после — с изначально пришивным отложным воротником) с галстуком или шейным платком. Существует огромное количество фотографий тех лет, запечатлевших поморов в таком виде.
Поморы Терского, Кандалакшского, Карельского, Поморского берегов выезжали на промысел в брезентовой проолифленной одежде норвежского производства, состоявшей из куртки — рока́на (ед. число рока́н), буксов — штанов и широкополой шляпы-зюйдвестки. По этой одежде жителей Терского берега прозывали роканушками. Также, поморские рыбаки и промышленники покупали в Норвегии изделия из кожи: ко́жанки — куртки, ремни, ло́цманки — полукруглые шапки и другие предметы. В дождливую погоду поморы Архангельской губернии и в Онежском уезде надевали ма́сленник/олифа́нец — пиджак из парусины и шаровары из этого же материала, которые также изготавливались Норвегии и приобретались там поморами.

## Женский костюм

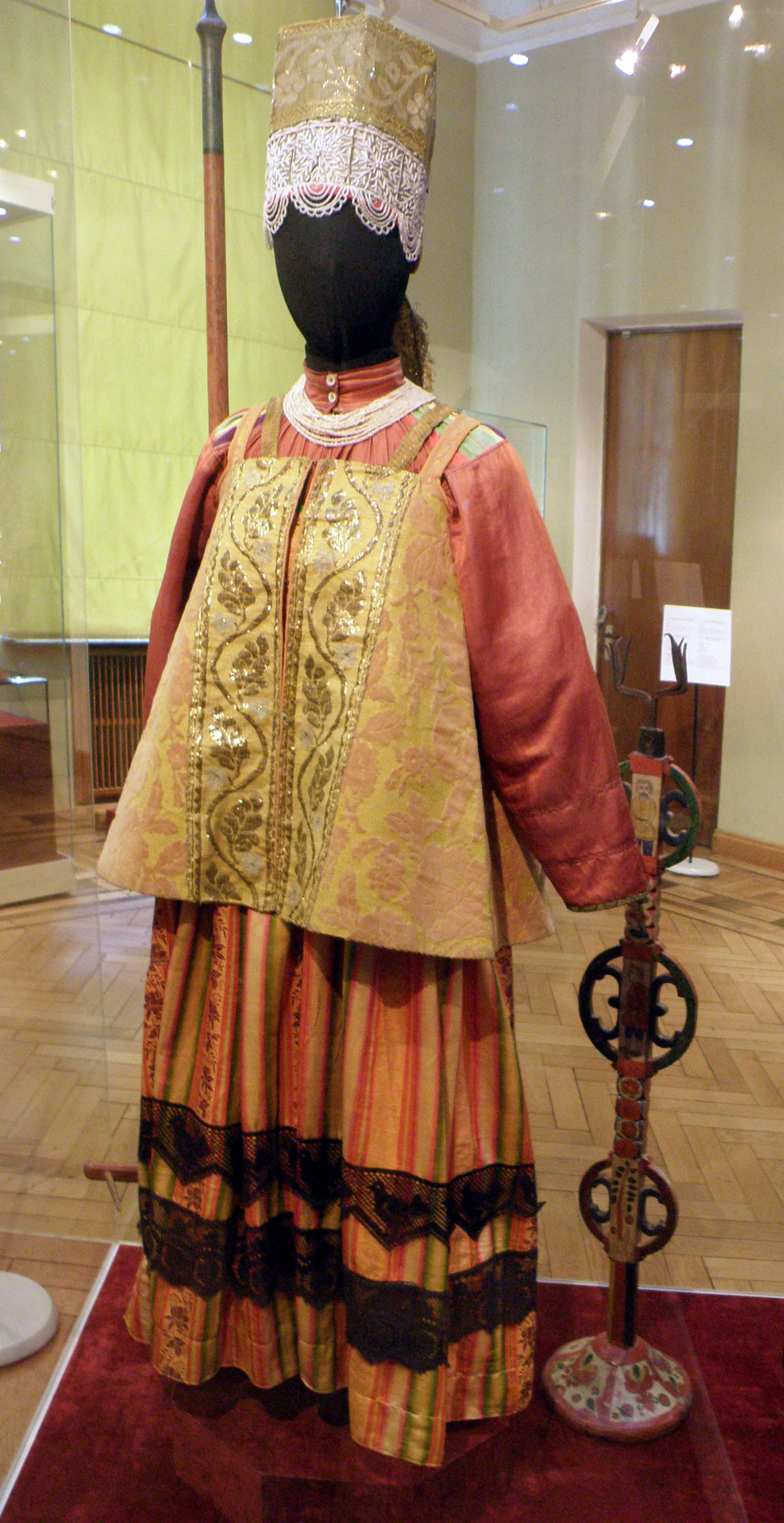
Девичий праздничный костюм Мезенского уезда, из экспозиции ВМДПНИ

Праздничная одежда девушек и молодых женщин обильно украшалась.
Поморская женская рубаха делилась на две части: стан, нижнюю; и верхнюю (в Зимнем, Летнем, Онежском и Поморском берегах была известна под названием рукава́, на Карельском — соро́чка, на Кандалакшском — приплёчок, а на Терском — нагрудник). Верх у повседневных и праздничных рубах шился из красной пестряди (как и домотканой, так и покупной). а рукава праздничных рубах — из белого полотна, миткаля и коленкора. Сверху рукава и полотнища рубахи собирались в сборки, пришивавшиеся к вороту в виде узкой планки. Стан же шили из грубого домотканого полотна — портна, реже из бязи и пестряди. Он состоял из прямых полотнищ, иногда с боковыми клиньями.
Покрой верхней рубахи в различных местах Поморья имел свои характерные особенности. Рубаха с прямыми поликами (местное название — ластовицы или вставки), пришитыми по утку, изначально бытовали довольно широко, но к началу XX века их носили поморки с Летнего берега. Рубахи с цельными рукавами (со слитным поликом), пришитыми по утку, носили на Онежском, Летнем и местами на других берегах. На Поморском, Карельском и Кандалакшсеом берегах рукав и полотнища рубахи соединялись прямоугольным клином, его могли вставлять как и от самого края ворота, так и несколько отступая от него таким образом, что незначительная часть вверху рукава пришивалась к полотнищу по утку или по основе ткани. В Мезени и окрестностях по реке ? (Зимний берег) праздничные рубахи обладали широкими рукавами, пришитыми к основному полотнищу по основе ткани. Стан таких шился из полотна, а верх с рукавами — из кисеи. Под влиянием городской одежды появились рубахи с кокеткой. К началу XX века вместо длинной рубахи поморки стали всё чаще стали надевать короткие блузки, по покрою идентичные верхней части рубахи. Они были известны под следующими названиями: рукава́, полсоро́чки, полуруба́шье, ворото́к, нагрудник, нарукавники, приплёчок. По праздникам молодые женщины носили с сарафанов кофты городского покроя.
Свадебные и сенокосные рубахи обильно украшались вышивкой и по вороту, поликам, краям рукавов и стана. Так, станы сенокосных Онежского берега, подольницы украшены красными геометрическими и растительными узорами с двуглавыми
орлами и женскими фигурами, вышитыми в технике двустороннего шва. Помимо вышивки, праздничные рубахи украшались кружевом и лентами. Для орнаментации праздничных рукавов использовали белошвейные вышивки и вышивку крестом красной и чёрной бумагой. Праздничные рубахи крахмалили, их низ также украшался.
Из повседневного употребления в поморских селениях сарафан вышел в 1920-х годах, но и после этого его какое-то время надевали по праздникам. Сарафан подпоясывался, его мог дополнять фартук (передник).
В Поморье представлено большинство видов сарафанов, классифицируемых этнографами. Самый древний, костыч, является глухим косоклинным. Он имел шов посередине переда, косые клинья и подклинки по бокам, лямки и цельнокроеную трапециевидную спинку, переходящую в лямки. Сарафан мог быть распашным, застёжка в таком случае доходила по всей его длине. Разрез застёгивался на ряд из металлических пуговиц, как правило, оловянных, медных или серебряных, и украшался шёлковыми лентами. Чем больше было пуговиц, тем красивее считался костыч. Праздничные пуговицы золотились и имели сверху узор решёточкой, а повседневные были попроще. Существовали костычи с полотнищами переда, сшитыми вместе, в этом случае ряд пуговиц (который был значительно короче) несли декоративную функцию, наряду с лентами, доходившими. Будничные костычи старух шили из серой, тёмно-синей, тёмно-зелёной, коричневой и чёрной домотканой и покупной полотняной материи, костычи девушек — из тканей голубого, розового или бордового цветов, а праздничные — из добротных шерстяных и шёлковых тканей и даже из бархата. Для праздничных молений использовались т. н. выходные или выездные костычи. В зависимости от материалов выходные костычи делятся на «га́русники» (из тонкой шерстяной ткани), «шелко́вники», «мате́рьи» (из шёлковых тканей, в том числе муара). К концу XIX-началу XX века костыч являлся отличительной чертой одежды пожилых староверок, новых экземпляров не шили, а донашивали старые.
Женщины не из старообрядцев носили круглые прямые сарафаны, изготовлявшиеся из четырёх и более (в зависимости от ширины ткани) прямых полотнищ одинаковой длины. В отличие от сарафанов, к примеру, русских из Заонежья и Пудожья (Пудожского, Петрозаводского и Повенецкого уездов), у поморских сарафанов отсутствовала т. н. грудина — полотнище, удлинённое кверху. Спинка прямых сарафанов была идентичной таковой у костычей. Характерной особенностью поморских сарафанов является то, что спинки сарафанов выкраивались вместе с лямками и были крупнее, чем у сарафанов вышеупомянутых русских Заонежья и Пудожья, а также карел Олонецкого уезда и Сегозерья. У большинства сарафанов верх оформляли узкими лямками, которые соединяли в центре спинки. В начале XX века на Летнем и в ряде сёл Зимнего берега появились сарафаны, у которых лямки пришивали параллельно на неширокие поперечные планки над грудью и на спинке. К 1920-м годам на Летнем и Зимнем берегах получили распространение прямые сарафаны на небольшой кокетке с круглым воротом. Прямые сарафаны также делались из множества видов тканей, что и отразилось на их названиях: На Онежском, Летнем и местами на Поморском и Зимнем берегах шили из домотканых материалов будничные сарафаны: пестрядинные бума́жники и наго́льники, полушерстяные кле́точники и сукма́нники. Будничные прямые сарафаны повсеместно шились из ситца, пестряди, бумазеи и других покупных тканей. По большим праздникам девушки и молодицы переодевались не менее трёх раз: утром надевали самые нарядные и дорогие сарафаны из шёлковых и кашемировых тканей, днём носили тканники, а к вечеру наряд меняли на ситцевый или сатиновый. Самыми популярными тканями для сарафанов были штоф, муар, тафта и атлас, зажиточные поморки могли позволить себе сарафаны из бархата и парчи.
Также в конце XIX-начале XX века выходили из употребления более открытые косоклинные сарафаны, т. н. штофники. Праздничные косоклинные штофники, как уже ясно из названия, шили из красного штофа разных оттенков, от брусничного до малинового, и украшали спереди широким галуном и рядом шарообразных серебряных или позолоченных пуговиц. В 1920-е годы многие штофники были перешиты в прямые сарафаны и юбки.
В начале XX века на Онежский берег проник сарафан-полуплатье, представляющий собой лиф на пуговицах, соединённый с юбкой. Такие сарафаны шились из домотканины.
Юбка с рубахой нехарактерная ни для поморов в частности, ни для северных русских вообще, однако в некоторых местах она использовалась в качестве рабочей одежды. В отдельных поселениях на Летнем береге в состав праздничного традиционного костюма вошли штофные юбки, заменившие штофники и штофные сарафаны. Под влиянием городской моды молодые поморки носили по праздникам не только сарафаны, но также платья, костюмы-парочки, юбки и кофты городского покроя.
До 1920-х годов по праздникам на сарафан носили парчовые полушубочки в виде пелерин на лямках, приобретавшиеся в готовом виде в Архангельске.

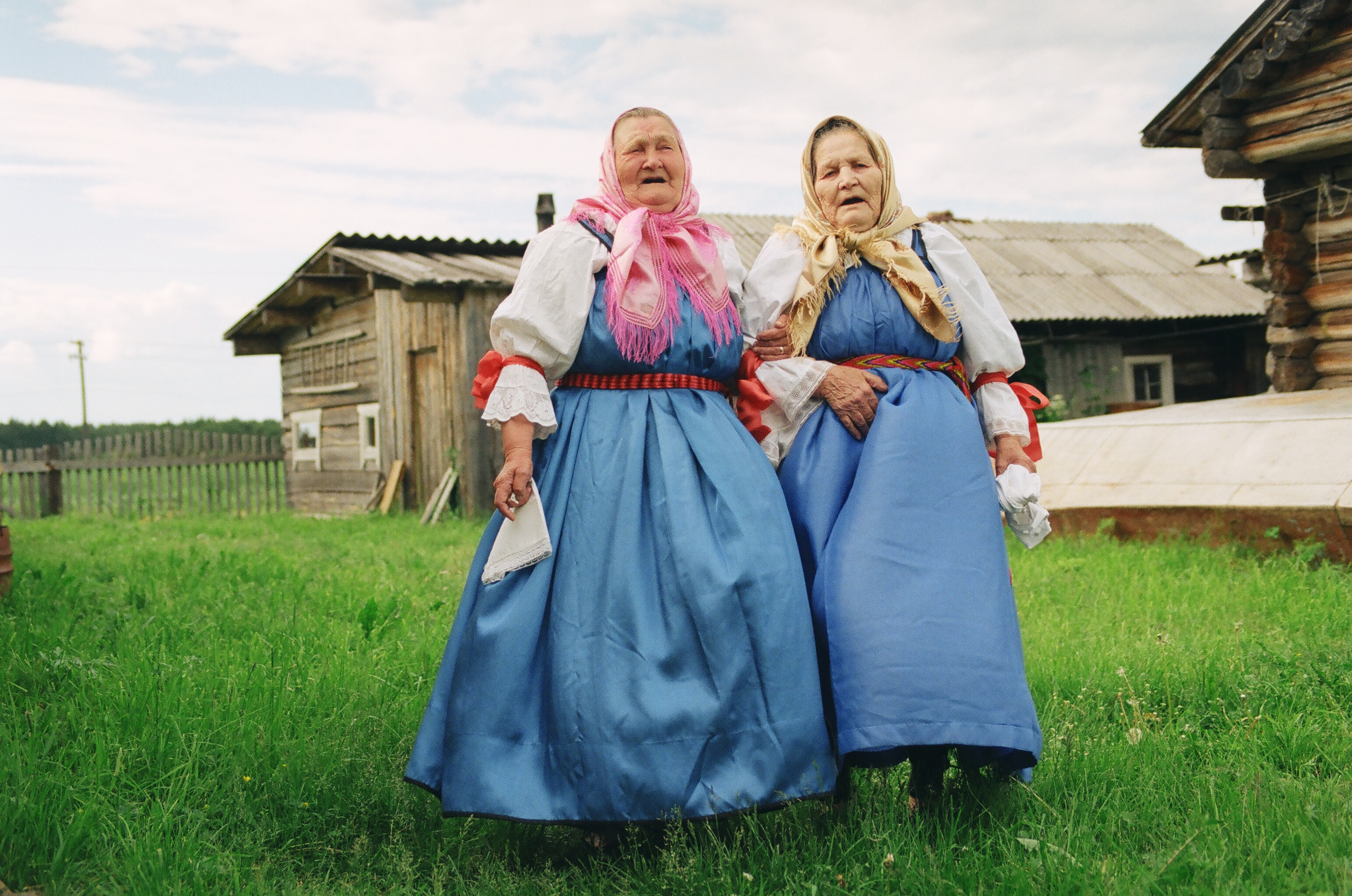
Женский костюм Пинежского района Архангельской области, 2008 год

Женские головные уборы различались по социальному и возрастному признаку, его ношение было обязательно. Девушки носили уборы с открытой макушкой, в то время как уборы замужних женщин полностью закрывали волосы. Головные уборы пожилых женщин были самыми скромными. Поморские женские головные уборы сильно различаются от уезда к уезду, а иногда от волости к волости. Девушки по носили повязки или перевязки — головные уборы в виде ленты из ткани, завязывавшиеся сзади с помощью широких лент. Праздничные повязки выполнялись цилиндрической формы, на картонном каркасе, который с лицевой стороны обшивались позументом-галуном, изнутри подбивались ситцем, и украшались жемчужными нитками. В тех случаях, когда повязку не оформляли жемчужными нитками, её просто повязывали вокруг головы и завязывали сзади. Парчовые повязки высотой 20-22 см широко бытовали на Летнем, Зимнем, Онежском берегах и встречались в отдельных поселениях Поморского и Терского берегов. На юго-востоке Поморского берега высота повязок достигала 7-19 см. Кокошники были праздничным головным убором невест и молодых женщин, самые роскошные носили молодицы до рождения первенца. Они делались из дорогих тканей, и также украшались жемчужными нитками. Кокошники Летнего берега (такие запечатлел на своих фотографиях в Нёноксе архитектор Владимир Суслов, а один из них хранится в Архангельском областном музее изобразительных искусств) были высокими и круглыми. Их очелье оформлено аналогично повязкам того же Летнего берега, в частности, украшена жемчужными нитями. Верх выкроен в виде большого круга на твёрдой основе, собран по нижнему краю в рельефную сборку и пришит к очелью таким образом, что равномерно выступает над ним. Ткань на верхе орнаментирована крупным стилизованным растительным узором, шитым позолоченным пряденым серебром и битью. Кокошники из Каргополя и окрестностей представляли собой шапочки с сильно выдающимся очельем и козырьками-наушниками. Их центральная часть орнаментирована узором с круглой розеткой посредине и растениями по сторонам. По бокам, на наушниках вышиты инициалы владелицы или полные и срезанные розетки, отдалённо напоминающие височные кольца. По краю очелья расположена поднизь из одной или нескольких сеток с нанизанным жемчугом. Донце и верх кокошника сделаны из галуна (реже из ткани с золотым шитьём), а зад орнаментирован трёхчастным узором. Поверх каргопольских кокошников надевали миткалёвый плат, украшенный золотым шитьём, и на которых вышивали имена владелиц, год создания и благодарственные надписи. Другим девичьим головным убором был почоло́к (почелок, подчолок) — диадема с пятью зубцами, делавшаяся из картона, с лицевой стороны обтягивавшаяся тканью и обшивавшаяся жемчугом, украшавшаяся самоцветами и подвешивавшимися медными плашками в форме сердца, а сзади — красившаяся в красный. К концам головного убора свешивался «хлобыстень» — пучок широких лент, покрывавших косу. Почолок использовался во время свадебного обряда, его надевали во время смотрин, девичника, венчания, а иногда его надевали и на свадебное застолье. Он надевался поверх повязки, прикреплялся к верхней (лицевой) стороне околыша. Так как он был тяжёлым, то во время поясных поклонов одна из жёнок шла сзади за невестой и придерживала убор. В конце XIX века в Кемском уезде этот убор считался устаревшим. Один экземпляр почолка хранится в Российском этнографическом музее. В Шенкурье было распространено два вида свадебных венцов: почолок с пятью зубцами-городками и почолок с пятью-семью зубцами-фестонами.
В быту замужние женщины носили повойники, чепцы из сатина, ситца и хлопчатобумажных тканей; на которые повязывалась косынка. Праздничные повойники молодиц сшиты из бархата, шёлка и других дорогих покупных тканей, а донца (донце — верхняя часть повойника) украшены золотым шитьём (золотом донца расшивали во многих поселениях северо-западного Поморья: на Поморском, Кандалакшскои, Карельскои и Терскои берегах). Праздничные повойники пожилых женщин изготавливались из тёмного бархата и шитьём, как правило, не украшались. Схожим по виду головным убором являлась сорока (такое слово употреблялось в Кушереке, Малошуйке и Нименьге), которые в конце XIX-начале XX века носили старухи на Онежском и Поморском берегах. Сорока состоит из небольшого очелья, боковых деталей, закрывающих виски и завязывающихся сзади, и задка — затылочной детали, которая выкроена из прямоугольной полосы ткани, и на месте соединения с очельем плавно закругляется. Будничные сороки шились из простых тканей, а праздничные — из шёлка, штофа и парчи. Очелье праздничных сорок делались из галуна, а бока и задок также вышивались золотом. Для придания сороке необходимой формы под неё надевали колпачок, сшитый из простой ткани, спереди к нему подшивали валик или вставляли распорку — копытце. Ещё раньше, в 1870-е годы, с сороками носили подзатыльники — полосы ткани, украшенные вышивкой золотыми нитями, бисером, цветными камнями и стёклами. Подзатыльники прикреплялись пониже сороки и закрывали шею. На Поморском, Карельском, Кандалакшском и Терском берегах шёлковые косынки (на остальных берегах преимущественно парчовые, шёлковые носили те девушки, у которых не было парчовых) складывали в виде ленты. На Онежском берегу косынка, завязанная таким способом, называлась оди́рка. В начале XX века под влиянием городской культуры появились шапочки-сколки (ед. число — сколок), сшитые или сколотые из шёлковой ткани, и представляющие собой комбинацию повойника и косынки. Их носили молодые женщины из окрестностей Онеги, Мезени и Архангельска, поверх него носили плат. Косынки нередко повязывались спереди, оставляя концы торчать в разные стороны наподобие рожек или заячьих ушей. У поморок это называлось делать ку́стышки. Также косынки завязывались под подбородком и на затылке, как и везде. Платки, шали и косынки в конце XIX-начале XX века были шёлковые, кашемировые, гарусные и ситцевые.
Зимой, помимо шалей и тёплых шерстяных платков (их обматывали вокруг шеи и подвязывали концами назад), женщины также носили треух, надевая его на платок или повойник, верх мог обшиваться тканью. Также женщины носили чибаки. Пыжиковые шапки с длинными ушами (оплеу́хи) и повойники-латушки поморы Терского берега покупали у саамов и кольских ижемцев. Другой зимний женский головной убор — пыжиковая шапка оле́нна с небольшими козырьками-«ушками», её задник круглый, а очелье выкроено, образуя высокий выступ надо лбом. Такую шапку женщины надевали на промысел. В Соловецком музее-заповеднике хранится экземпляр шапки оленной из Койды (Зимний берег), созданной в 1960-е годы по старинным образцам и поступивший в фонд музея в 1986 году.

## Верхняя одежда
Как и в других районах Русского Севера, мужская и женская верхняя одежда по покрою почти не различалась.
Меховые шубы, что характерно, у поморов были распространены меньше, чем на остальной территории Русского Севера. В качестве рабочей и промысловой одежды использовали не очень длинные шубы мехом внутрь, обтянутые сверху покупной материей. Помимо шуб, у поморов бытовали полушубки и тулупы.
У ненцев поморы позаимствовали ма́лицу — длинную туникообразную куртку из оленьего меха с капюшоном (его иногда могло не быть) и рукавицами. Однако, в отличие от ненцев, поморы не надевали капюшон, обходясь меховыми шапками. Для предохранения малицы от снега и сырости поверх неё надевали хлопчатобумажную куртку — сови́к (также была известна под названиями ма́личная рубаха, совещо́к). В малицах и совиках, частности, ходили на промысел жители Зимнего берега, как и мужчины, так и женщины. Также одежду из оленьего меха носили на Терском береге. 
На Летнем, Онежском, местами на Карельском и Зимнем берегах во время зверобойного промысла поверх овчинного полушубка надевали сукман — белую туникообразную одежду с капюшоном, женский сукман Онежского и Летнего берегов, надевавшийся во время лова наваги, был жёлтым и подпоясывался кушаком.

## Обувь
Основной обувью как и для мужчин, так и женщин были кожаные и брезентовые сапоги-бахи́лы. Лапти же носили лишь пастухи, да и то не везде. 
Самой простой кожаной обувью были поршни (под таким названием, а заодно и под названием «упа́ки» были известны на Поморском, Онежском и местами на других берегах, на Летнем берегу их называли стру́сни), изготавливавшиеся из двух кусков кожи (бо́льший кусок стягивался по краям, а спереди над верхней частью пришивался меньший), и носившиеся поверх носок и онучей во время сенокоса. 
Во всём Поморье изготавливали ботинки с невысоким каблуком — ступки, ступни, опорки, окопорки, выступки, башмачки. Валенки-пимы были распространены меньше, чем сапоги. В начале XX века под влиянием городской моды молодёжь стала носить калоши, сначала использовавшиеся в качестве праздничной обуви (их носили на вечеринках), а позднее — в качестве повседневной.
В морозы поверх бахил надевали то́буры — короткие меховые туфли без каблука.

## Аксессуары
Серьги, предназначавшиеся для девушек и молодиц, состояли из позолоченной пластинки в форме сердца и подвесок из мелкого речного жемчуга и бисера.
На ногах под обувь носили различные виды носков и чулок, и реже — онучи. Чулки до колен назывались вы́вязки. В ряде мест использовались вязаные гетры, надевавшиеся на голень поверх шерстяного чулка: на Терском берегу они назывались па́чулки, на Зимнем — голя́шки и голо́вки, на Онежском — наколенники, а на Летнем — нано́сники (у них не было пятки). Праздничные чулки пожилые женщины повсеместно красили в синий цвет.
Рабочие рукавицы были распространены повсеместно и везде шились одной иглой. Их название сильно различалось от места к месту: так, в Кянде на Онежском берегу, а также на Поморском и Летнем берегах их называли русскими, в Пурнеме (также Онежский берег) они носили название нала́донки или надо́лонки, а на Терском берегу — дельни́цы. Также на Онежском и летнем берегах вязаные рукавицы назывались пестру́шками.
Нижние края варежек также вывязывались в рубичок.